# Trani
Trani, im Altertum Turenum, ist eine süditalienische Hafenstadt in der Region Apulien, Provinz Barletta-Andria-Trani mit 54.751 Einwohnern (Stand 31. Dezember 2024). Bis Ende 2007 war die Stadt Bestandteil der Provinz Bari.

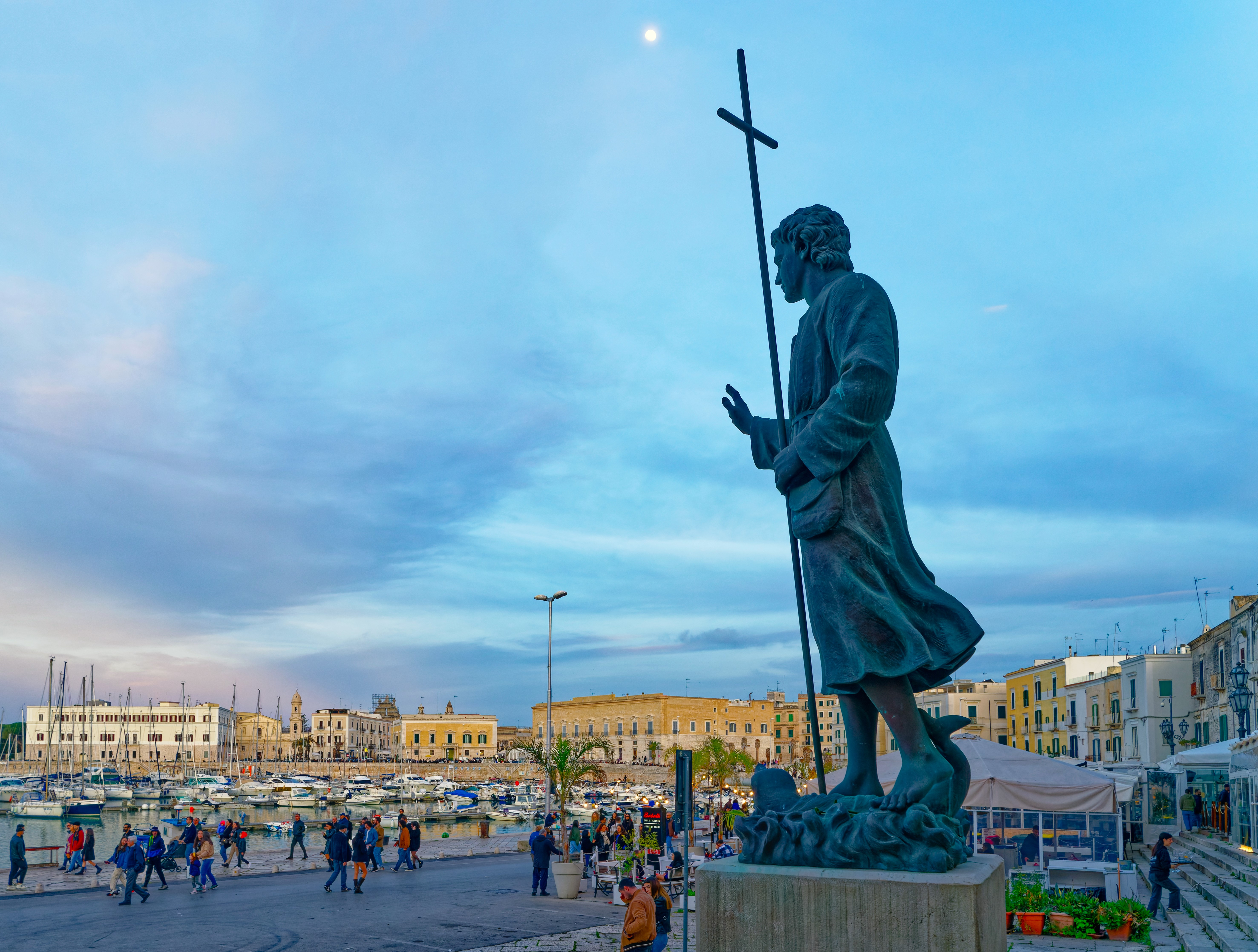
San Nicola Pellegrino wacht über dem Hafen von Trani.

## Geschichte

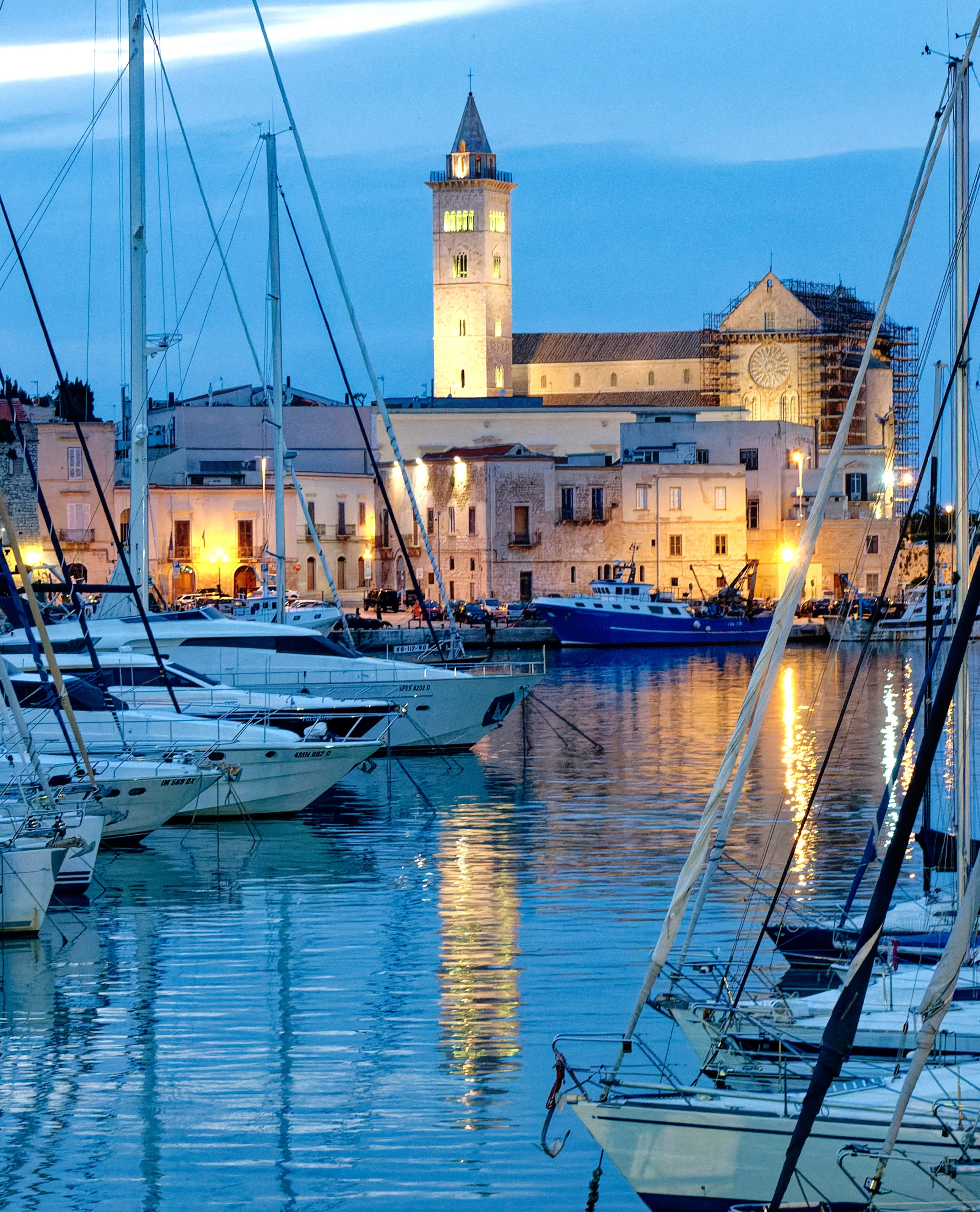
Hafen und Kathedrale von Trani.

Laut einer Legende wurde die Stadt von Tirenos, dem Sohn des Diomedes gegründet. Anlass für diese Herleitung war wohl, dass Trani erstmals als Turenum auf der Tabula Peutingeriana, der Kopie aus dem 12. Jh. eines antiken römischen Itinerarium aus dem 4. Jahrhundert erscheint. Jedoch kommt der Name von trana oder traina, einer alten Bezeichnung für „Bucht“. Spätestens im 6. Jh. gab es in Trani einen Bischof. Ab dem 9. Jh. wurde das Gebiet von Langobarden, Byzantinern, Sarazenen und wieder Byzantinern beherrscht.
Zwischen 1010 und 1018 gab es unter der Führung von Melo da Bari mehrmals Aufstände gegen die byzantinische Herrschaft. 1063 erließ Trani die Ordinamenta et consuetudo maris (‚Regeln und Bräuche für das Meer‘), in denen erstmals für den Raum, der nicht unter byzantinischer Herrschaft stand, eine Art Seerecht kodifiziert wurde. Mit der Eroberung Süditaliens durch die Normannen und nach 50 Tagen Belagerung durch Robert Guiscard wurde Trani 1073 Teil des Normannenreichs. Seit dem frühen Mittelalter entwickelte sich Trani zu einem der wichtigsten Häfen Süditaliens für den Handel mit dem Orient. Die Hoch- und Blütezeit Tranis lag in der Zeit der Kreuzzüge im 12. und 13. Jahrhundert, als Kreuzfahrer und Kaufleute vor allem von Bari und Trani aus in das Heilige Land fuhren. Friedrich II. förderte den Deutschen Ritterorden und die Judengemeinde. Vom allgemeinen Niedergang unter den Anjou war Trani weniger betroffen, da der Hafen weiter gefördert wurde, der aber auch der Grund für einen jahrelangen Krieg mit Venedig war. Nachdem Trani unter der Herrschaft verschiedener Adelshäuser stand, geriet es von 1495 bis 1509 unter venezianische Herrschaft. König Ferdinand II. von Neapel hatte die Stadt an die Serenissima verpfändet, um damit einen Feldzug gegen die Franzosen zu finanzieren. Zu den verpfändeten Städten gehörten neben Trani auch Otranto, Monopoli und Polignano. Im 17. Jh. wurde eine Universität für juristische Studien eingerichtet. Einen Rückschlag in der Entwicklung stellte die Brandschatzung durch französische Truppen 1799 dar.
Die Stadt ist Mitglied der Cittàslow, einer 1999 in Italien gegründeten Bewegung zur Entschleunigung und Erhöhung der Lebensqualität in Städten durch Umweltpolitik, Infrastrukturpolitik, urbane Qualität, Aufwertung der einheimischen Erzeugnisse, Gastfreundschaft, ökologisches Bewusstsein und landschaftliche Qualität.
Seit 2008 ist Trani eine der drei Hauptstädte der neu gegründeten Provinz Barletta-Andria-Trani.

### DasWunder von Trani
Eine in Trani aufgestellte Stele, mit den Namen von 54 jungen Männern des Ortes und mit dem des Oberleutnants der Wehrmacht Friedrich Kurtz, erinnert an den Zweiten Weltkrieg und speziell an den 18. September 1943. Damals, wenige Tage nach dem Seitenwechsel Italiens zu den Alliierten am 8. September, wurden fünf deutsche Soldaten aus dem Hinterhalt erschossen.
In einem Dokumentarfilm Das Wunder von Trani, der 2012 erstmals im deutschen Fernsehen gesendet wurde, wird von drei überlebenden Zeitzeugen ausdrücklich darauf hingewiesen, dass einige englische und kanadische Soldaten am Friedhof von Trani einen Hinterhalt gelegt hatten. Die fünf deutschen Soldaten befanden sich in einem Militärfahrzeug auf dem Rückweg von Trani ins benachbarte Barletta. Die regionale Wehrmachtführung nahm an, dass nur die italienische Widerstandsbewegung für die Tat infrage kam und ordnete die Erschießung von zehn italienischen Zivilisten aus Trani für jeden getöteten Soldaten an. Auf dem Marktplatz von Trani – heute Piazza della Repubblica – wurden am 18. September 1943 54 Männer zusammengetrieben, die dann auf ihre Erschießung warteten. Die Anspannung aller Beteiligten wurde noch durch die Flucht einer Geisel gesteigert. Mehrere Frauen wandten sich in dieser Situation an den Bürgermeister von Trani und den dortigen Erzbischof, die mit dem Oberleutnant verhandelten. Als Ergebnis der Verhandlungen wurden die Geiseln am Nachmittag freigelassen und die Erschießung unterblieb. Friedrich Kurtz wurde nicht wegen Befehlsverweigerung belangt, sondern nicht mehr befördert und vermutlich an die Ostfront versetzt, wo er sich ebenfalls Erschießungskommandos widersetzt haben soll. Er gilt als ein Beispiel dafür, „dass Zivilcourage und Befehlsverweigerung auch während des Zweiten Weltkriegs möglich war“. Friedrich Kurtz lebte bis zu seinem Tod 1993 in der Pfalz. Der Bürgermeister Giuseppe Pappolla und der Erzbischof Francesco Petronelli wurden vom italienischen König Viktor Emanuel III. am 18. Oktober 1943 auf dem Marktplatz in Trani mit der silbernen Tapferkeitsmedaille ausgezeichnet.
Daneben gibt es noch das Miracolo eucaristico di Trani – ein eucharistischem Wunder im 15. Jahrhundert.

## Sehenswürdigkeiten

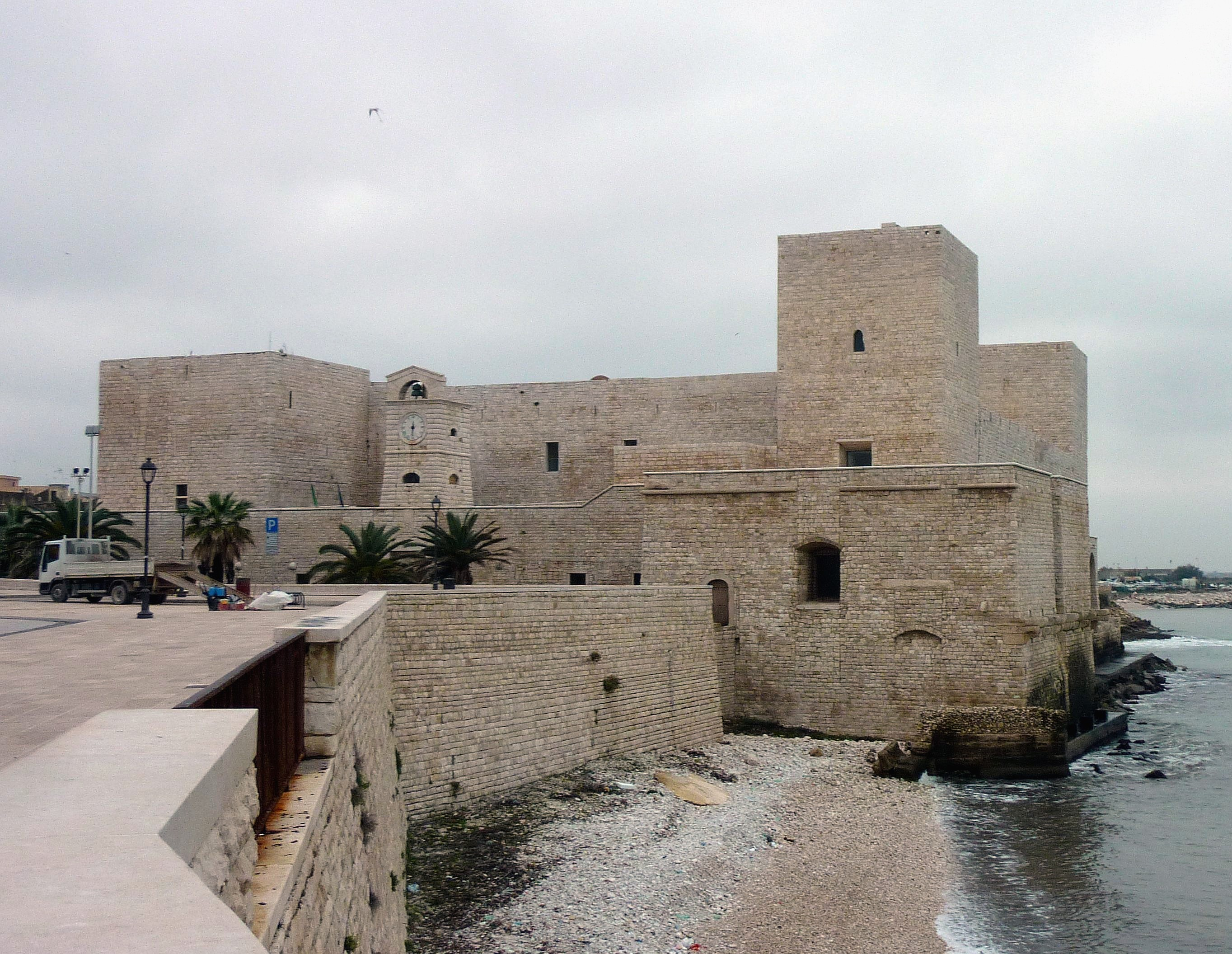
Das Castello Svevo

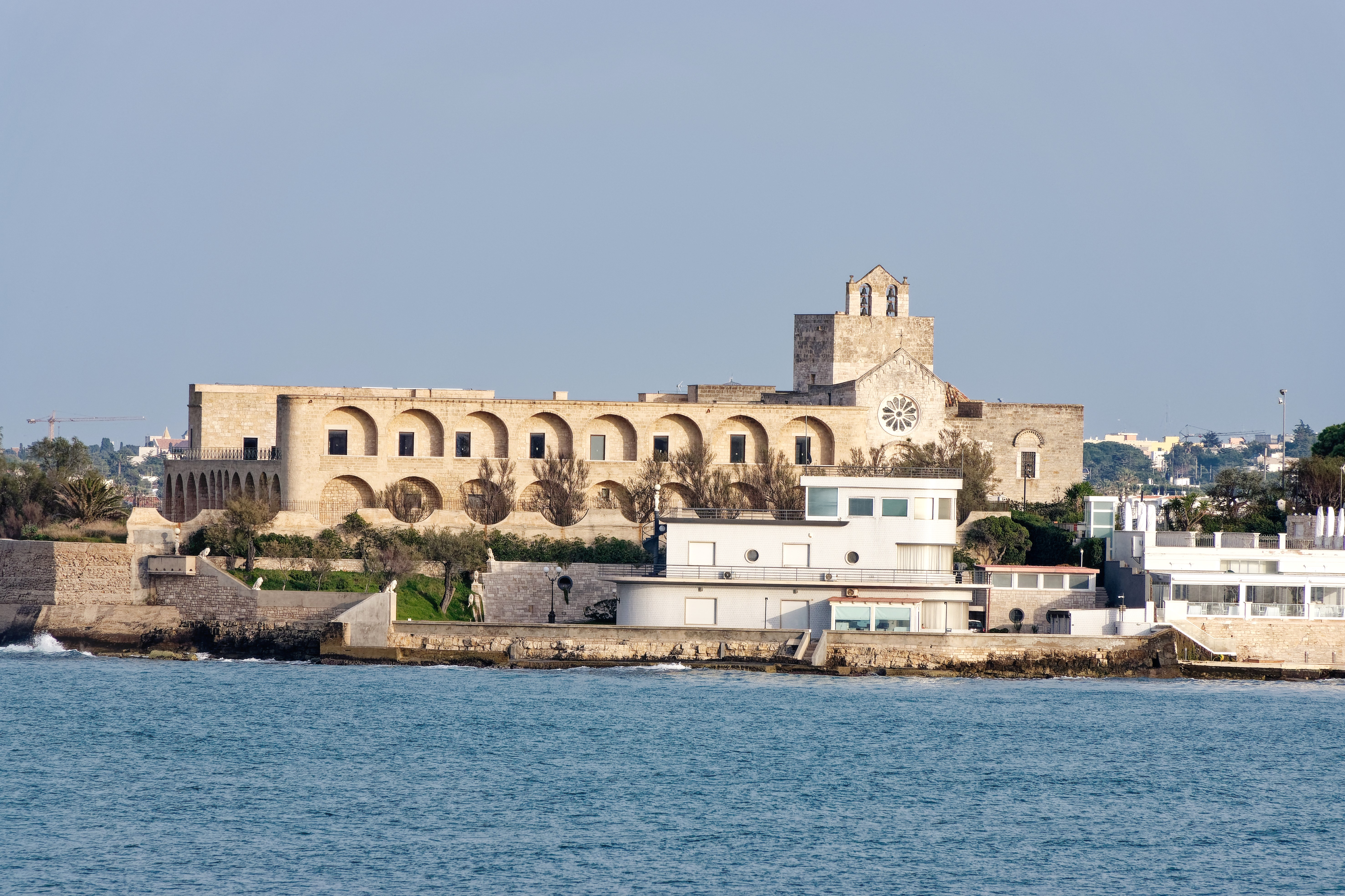
Kloster und Kirche S. Maria di Colonna

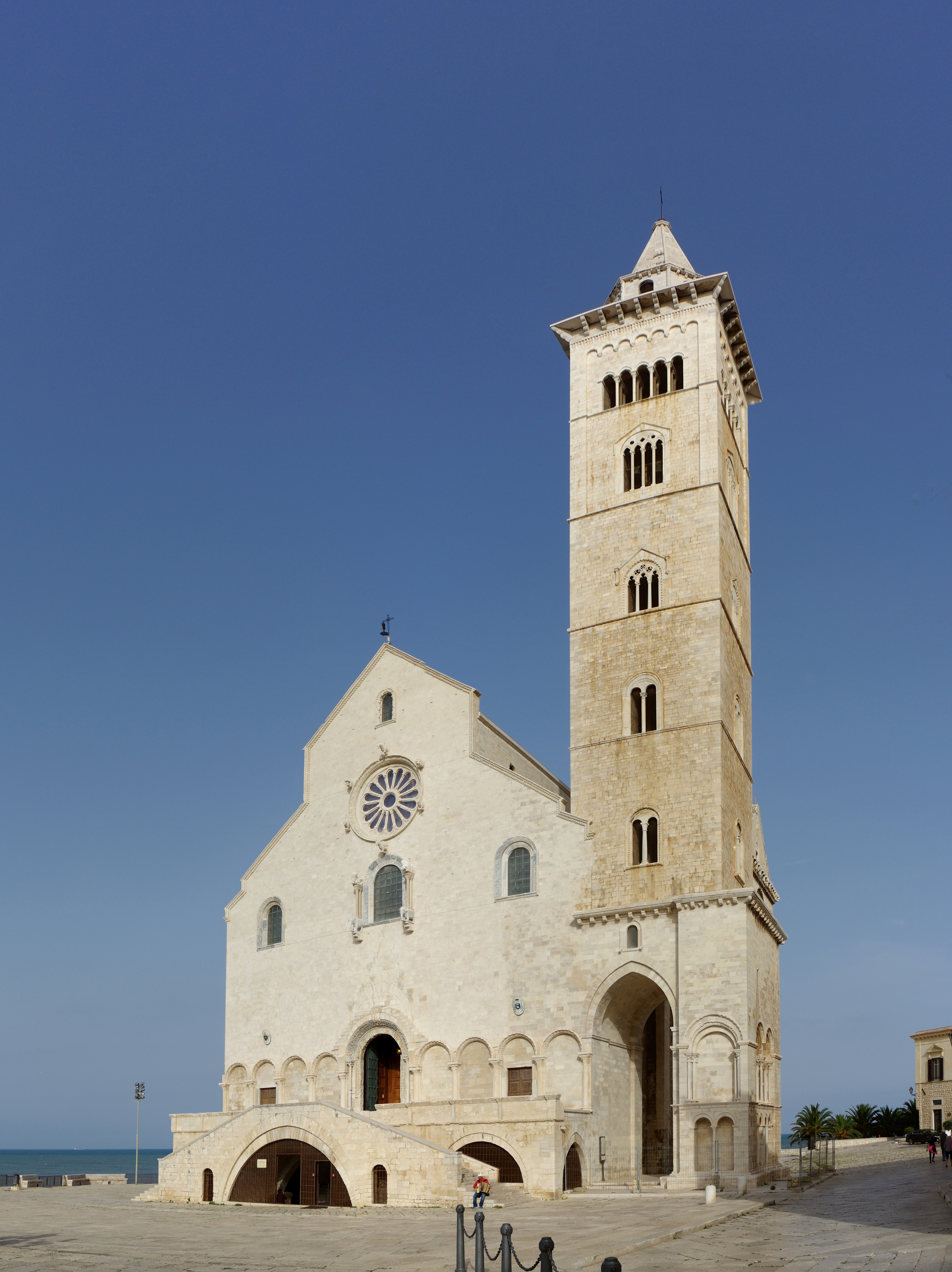
Die Kathedrale San Nicola Pellegrino

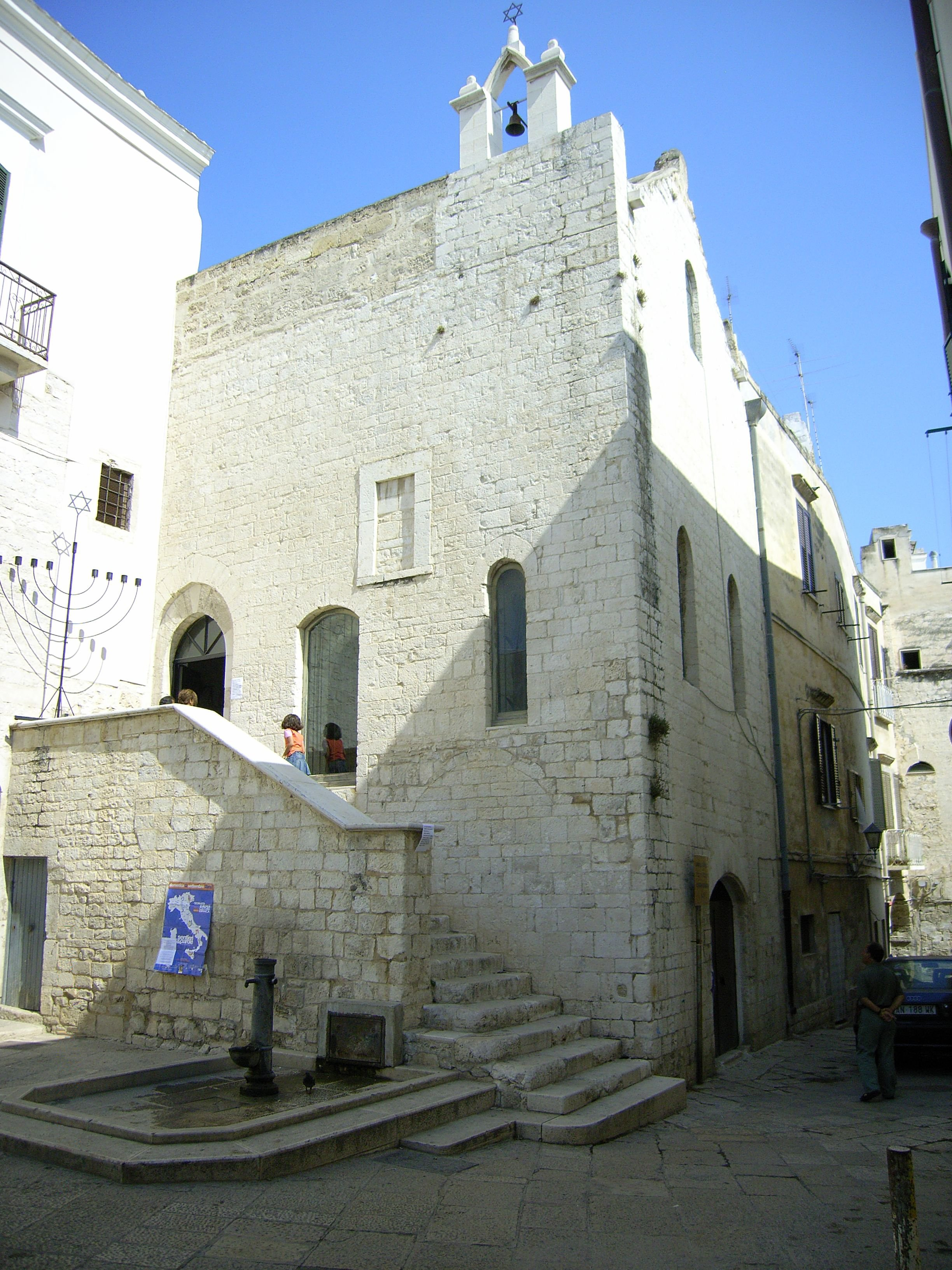
Die Synagoge Scolanova

Zahlreiche historische Bauten in Trani, wie beispielsweise die Kathedrale, sind aus dem Naturstein mit der heutigen Handelsbezeichnung Trani (ital.: pietra tranese) erbaut worden. Dieser helle und rötliche Naturstein gibt der Stadt ein deutliches Gepräge. Trani wird heute noch in der Umgebung der Stadt in mehreren Steinbrüchen gewonnen und europaweit vertrieben.
- Castello Normanno Svevo (deutsch Schwabenkastell), ein Bau Friedrichs II. von Hohenstaufen, errichtet ab 1233 und vollendet 1249.

In dem Kastell heiratete Friedrichs Sohn Manfred seine zweite Frau, Helena Ducas. Unter der Herrschaft der Anjou wurde das Kastell nach Plänen des französischen Militärarchitekten Pierre d’Angicourt erweitert. Kaiser Karl V. ließ 1533 das Kastell wegen der Fortschritte in der Waffentechnik, insbesondere wegen der Feuerwaffen, ausbauen und befestigen, und zwar sowohl auf der See- als auf der Landseite. Zwei vorhandene Ecktürme wurden zu Bastionen ausgebaut.
Zwischen 1586 und 1677 war die Festung Sitz eines königlichen Gerichtshofs.
- Torre dell’Orologio (Uhrturm) in der Altstadt

Der Uhrenturm wurde 1473 von der Commune neben dem Campanile der Kirche San Donato errichtet und ist der zweithöchste Turm der Stadt. Er ist eines der seltenen Beispiele einer öffentlichen Uhr im Königreich Neapel.
- Palazzo Caccetta. Der Palast in den Formen der venezianischen Gotik mit normannisch inspirierter Ornamentik wurde zwischen 1451 und 1456 von dem aus Trani stammenden Kaufmann Simone Caccetta erbaut. 1495 bis 1509 war er Sitz der venezianischen Verwaltung Tranis. Ab 1642 diente der Palast den Karmelitern als Kloster.[9]

- Kloster und Kirche S. Maria di Colonna, gelegen auf dem Capo Colonna, etwa 2 km entfernt vom Stadtzentrum. Das Kloster wurde 1068 von Benediktinern gegründet und 1427 bis zu seiner Profanierung 1867 von Franziskanern bewohnt. Die Kirche ist eine dreischiffige Pfeilerbasilika mit einem Campanile aus dem 13. Jahrhundert.

- Kathedrale San Nicola Pellegrino, Doppelkirche mit Hallenkrypta
- Die Chiesa di Ognissanti, das so genannte Templerhospiz, soll nach der Tradition in der Mitte des 13. Jahrhunderts von dem Orden der Templer errichtet worden sein, eine These, die bisher nicht sicher durch Quellen belegt werden konnte.[10]

Wie in der Historia traslationis Sancti Nicolai Peregrini des Diacono Amado, Bischof von Bisceglie, berichtet wird, unterhielten die Templer jedoch bereits vor 1153 in Trani eine Niederlassung. Trani war für die Ritterorden ein wichtiger Stützpunkt auf dem Weg in den Vorderen Orient und nach Jerusalem. Neben der Kirche befand sich ein Hospiz für Jerusalempilger.
Die Ostfassade der Kirche mit den drei halbkreisförmigen Apsiden ist auf den Hafen ausgerichtet. Der dreischiffigen, vierjochigen Basilika ist ein geräumiger Portikus vorgelagert, in dem sich drei Portale in den Innenraum öffnen. In der Lünette über dem Hauptportal befindet sich ein romanisches Relief mit der Darstellung der Verkündigung.
- San Domenico, am Stadtpark gelegene Kirche, die 1763 von den Dominikanern nach Abbruch der bis ins 13. Jahrhundert zurückgehenden Kirche Santa Croce errichtet wurde. Nur der Campanile des Vorgängerbaus ist noch erhalten. In der Kirche befinden sich repräsentative Grabmäler von Adelsfamilien aus Trani, wie den Filangeri, Antonacci und Palumbo.

- Die Kirche Beata Virgine del Carmine, direkt am Hafenbecken gelegen, wurde 1600 auf Resten der verfallenen Kirche San Giovanni della penna errichtet.

Der neuklassizistische Campanile wurde 1863 nach einem Entwurf von Giuseppe Monetti errichtet.
- Die Kirche San Rocco wurde während der Pest von 1528 von dem venezianischen Geschäftsträger der Stadt, Vittorio Superanzio, gestiftet.

In der Kirche befindet sich eine farbenprächtig gefasste Skulptur des Pestheiligen Rochus von Montpellier. Der originale Campanile wurde 1910 abgerissen und durch den heutigen Uhrenturm ersetzt.
- Sinagoga Scolanova. Die Synagoge befindet sich im ehemaligen jüdischen Viertel am Hafen und in Nachbarschaft des Kastells von Trani. Das jüdische Viertel Tranis war kein Ghetto, sondern offen und zugänglich. Nach der Vertreibung der Juden unter der spanischen Herrschaft im 16. Jahrhundert wurde der Bau als christliche Kirche mit dem Namen Santa Maria di Scolanova verwendet. Seit 2005 dient sie den jüdischen Einwohnern Tranis wieder als Synagoge.[12]

- Die Villa Communale ist der am Meer gelegene Stadtpark von Trani. Der Park mit mediterranen Bäumen, Alleen, Brunnen und Wasserspielen wurde auf einem Gelände errichtet, das der Stadt 1823 von der Familie Antonacci gestiftet wurde. Der Park ist mit Denkmälern, Skulpturen und antiken Fundstücken ausgestattet, darunter sechs Meilensteine der antiken Via Traiana.

## Verkehr
Die Stadt hat einen Bahnhof an der Adriabahn mit regelmäßigen Verbindungen nach Bari und Foggia. Von Trani nach Neapel verkehren Busse, da die einzige Bahnverbindung über Benevent und Caserta führt. Ferner verkehren Busse nach Andria.

## Söhne und Töchter der Stadt
- Jesaja ben Mali di Trani (* um 1180), jüdischer Gelehrter
- Barisanus von Trani Bildhauer (2. Hälfte 12. Jahrhundert)
- Goffredus de Trano (um 1200–1245), Kanonist
- Domenico Natale Sarro (auch Sarri bzw. Sarra, 1679–1744), Komponist der neapolitanischen Schule
- Giuseppe Fabiano (1883–1962), Maler, Werbegrafiker, Illustrator und Karikaturist
- Vincenzo Franco (1917–2016), römisch-katholischer Erzbischof von Otranto
- Giuseppe Casale (1923–2023), römisch-katholischer Erzbischof von Foggia-Bovino
- Leone di Lernia (1938–2017), Radiomoderator und Sänger
- Lorenzo Leuzzi (* 1955), römisch-katholischer Bischof von Teramo-Atri
- Giustina Rocca erste Anwältin

### Überblickswerke
- Raffaello Piracci: La storia di Trani. Landriscina Editrice, 2011 (Standardwerk mit mehr als 1000 Seiten).
- Francesca Onesti: Il Borgo ottocentesco di Trani. Favia, Bari 1989.
- Ekkehart Rotter: Apulien. Fahrten zu byzantinischen Grottenkirchen, normannischen Kathedralen, staufischen Kastellen und Barockbauten in Lecce (= DuMont Kunst Reiseführer). 6. Auflage. Dumont Reise Verlag, Ostfildern 2012, ISBN 978-3-7701-4314-6.

### Juden
- Emanuele Gianolio: Gli ebrei a Trani e in Puglia nel medioevo. tesi di laurea, 1999. (online)
- Benjamin Scheller: Die Stadt der Neuchristen. Konvertierte Juden und ihre Nachkommen im Trani des Spätmittelalters zwischen Inklusion und Exklusion. Akademie, Berlin 2013, ISBN 978-3-05-005977-8 (= Europa im Mittelalter, Band 22)[13]

### Einzelabbildungen
- Walter Hotz: Pfalzen und Burgen der Stauferzeit. Wissenschaftliche Buchgesellschaft, Darmstadt 1981, Tafel 188.
- Marcel Durliat: Romanische Kunst. Freiburg-Basel-Wien 1983, Farbtafel 26.